# Wobbenbüll
Wobbenbüll (frisó septentrional Wååbel , danès Vobbenbøl) és un municipi del districte de Nordfriesland, dins l'Amt Nordsee-Treene, a l'estat alemany de Slesvig-Holstein. És a uns 5 km al nord-oest de Husum directament a la costa del Mar del Nord. El 31 de desembre del 2023 tenia 446 habitants.
El primer esment escrit data de 1438 al registre del delme. El nom té el sufix -büll, que és d'origen danès -bøl i que significa ‘casa, habitatge’. Sovint són assentaments nous que al segle x és van crear a partir d'un poble veí més antic. El prefix «wobbe» és un nom frisó.
Des del 2023 el municipi desenvolupa un concepte per a escalfar les cases, sense petroli ni gas fòssil.